# Yūji Sakakura
Yūji Sakakura (阪倉 裕二 Sakakura Yūji?,  nacido el 7 de junio de 1967 en Yokkaichi, Mie) es un exfutbolista japonés que se desempeñaba como defensa.
Sakakura jugó 6 veces para la Selección de fútbol de Japón entre 1990 y 1991. Fue elegido para integrar la selección nacional de Japón para los Copa Asiática 1988 y 1992.

## Trayectoria

### Clubes
| Club                 | País  | Año         |
| -------------------- | ----- | ----------- |
| JEF United Ichihara  | Japón | 1990 - 1994 |
| Nagoya Grampus Eight | Japón | 1995        |
| Brummell Sendai      | Japón | 1996 - 1997 |
| Mind House TC        | Japón | 1998        |

### Selección nacional
| Selección | País  | Año         |
| --------- | ----- | ----------- |
| Absoluta  | Japón | 1990 - 1991 |

## Estadística de equipo nacional
| Selección de Japón | Selección de Japón | Selección de Japón |
| Año                | Part.              | Goles              |
| ------------------ | ------------------ | ------------------ |
| 1990               | 5                  | 0                  |
| 1991               | 1                  | 0                  |
| Total              | 6                  | 0                  |

## Palmarés

### Títulos nacionales
| Título             | Club                 | País  | Año  |
| ------------------ | -------------------- | ----- | ---- |
| Copa del Emperador | Nagoya Grampus Eight | Japón | 1995 |